# 丹尼尔·塔尔伯特
丹尼尔·塔尔伯特（英語：Daniel Talbot，1991年5月1日—），又名丹尼·塔尔伯特（英語：Danny Talbot），出生于威尔特郡索尔兹伯里，是一名英国男子田径运动员，主攻短跑项目。塔尔伯特的父亲是英国人，母亲拥有一半的特立尼達血统。他曾就读于位于特羅布里奇的圣奥古斯丁天主教学院以及巴斯大学。